# Mistrzostwa świata w szachach 2008
| Uczestnicy meczu                                       | Uczestnicy meczu                                  |
| ------------------------------------------------------ | ------------------------------------------------- |
| Viswanathan Anand                                      | Vladimir Kramnik                                  |
| Viswanathan Anand obrońca tytułu ur. 1969 ranking 2783 | Władimir Kramnik pretendent ur. 1975 ranking 2772 |
| Miejsce rozgrywania meczu w Bonn                       |                                                   |

Mistrzostwa świata w szachach 2008 – mecz szachowy, rozegrany w Bonn w dniach 14 – 30 października 2008 r. (planowo miał trwać do 2 listopada) pomiędzy broniącym tytułu mistrza świata Viswanathanem Anandem z Indii, a pretendentem (byłym mistrzem świata) Władimirem Kramnikiem z Rosji. Zakończył się wynikiem 6½ – 4½ dla Ananda.

## Zasady
Mecz miał być rozegrany na dystansie 12 rund, jednakże zakończony został wcześniej, gdyż po 11. partii znany był już zwycięzca. Fundusz nagród wyniósł 1.5 miliona euro (dzielone po równo pomiędzy uczestnikami bez względu na wynik), głównym sponsorem była firma Evonik Industries AG, a patronat nad meczem objął minister finansów Peer Steinbrück.
Zawodnicy rozgrywali partie klasycznym tempem: 120 minut na 40 posunięć, następnie 60 minut na 20 posunięć oraz 15 minut na dokończenie partii, poczynając od 61. posunięcia dodatkowo otrzymując 30 sekund po każdym wykonanym posunięciu. W przypadku remisu przewidziano dogrywkę, składającą się z 4 partii tempem szachów szybkich (25 minut na partię oraz 10 sekund bonifikaty po każdym wykonanym posunięciu). Jeśli w dalszym ciągu wynik spotykania pozostawał nierozstrzygnięty, zawodnicy mieli rozegrać dwie partie błyskawiczne (5 minut + 10 sekund po posunięciu), a jeśli i ta dogrywka nie zdecydowałaby o zwycięzcy, odbyłaby się ostatnia, decydująca partia, w której wylosowany jako pierwszy zawodnik wybierał kolor bierek, z tym że grający białymi otrzymywał 6, a czarnymi – 5 minut. Do ostatecznego zwycięstwa białe musiały jednak wygrać, a czarnym wystarczał remis.
Sekundantami Ananda w meczu byli Peter Heine Nielsen, Rustam Kasimdżanow, Radosław Wojtaszek oraz Surya Ganguly, natomiast Kramnika – Peter Leko, Siergiej Rublewski i Laurent Fressinet.

## Przebieg meczu
Po dwóch pierwszych, zakończonych remisami partiach, w następnych czterech Anand odniósł aż trzy zwycięstwa i praktycznie przesądził wynik meczu (na półmetku prowadził 4½ – 1½). Po kolejnych trzech nierozstrzygniętych pojedynkach, w 10. partii Kramnik odniósł swoje pierwsze zwycięstwo doprowadzając do stanu 4 – 6. W tym momencie zachowywał jeszcze iluzoryczne szanse na doprowadzenie do dogrywki, w przypadku wygrania dwóch ostatnich partii. Jednakże remis w partii 11. oznaczał zwycięstwo Ananda i zakończenie meczu.
| Partia   | Data            | Kramnik | Anand | ECO | Pos. | Aktualna sytuacja      | Zapis |
| -------- | --------------- | ------- | ----- | --- | ---- | ---------------------- | ----- |
| 1        | 14 października | ½       | ½     | D14 | 32   | remis ½ – ½            |       |
| 2        | 15 października | ½       | ½     | E25 | 32   | remis 1 – 1            |       |
| 3        | 17 października | 0       | 1     | D49 | 41   | Anand prowadzi 2 – 1   |       |
| 4        | 18 października | ½       | ½     | D37 | 29   | Anand prowadzi 2½ – 1½ |       |
| 5        | 20 października | 0       | 1     | D49 | 35   | Anand prowadzi 3½ – 1½ |       |
| 6        | 21 października | 0       | 1     | E34 | 47   | Anand prowadzi 4½ – 1½ |       |
| 7        | 23 października | ½       | ½     | D19 | 37   | Anand prowadzi 5 – 2   |       |
| 8        | 24 października | ½       | ½     | D37 | 39   | Anand prowadzi 5½ – 2½ |       |
| 9        | 26 października | ½       | ½     | D43 | 45   | Anand prowadzi 6 – 3   |       |
| 10       | 27 października | 1       | 0     | E21 | 29   | Anand prowadzi 6 – 4   |       |
| 11       | 29 października | ½       | ½     | B96 | 24   | Anand wygrał 6½ – 4½   |       |
| 12       | 31 października |         |       |     |      |                        |       |
| dogrywka | 2 listopada     |         |       |     |      |                        |       |